# كريستوف دابروفسكي
كريستوف دابروفسكي (مواليد 1 أغسطس 1978 في كاتوفيتسه - بولندا) لاعب كرة قدم ألماني ذو أصول بولندية يلعب حاليا لصالح نادي الدرجة الأولى بوخوم الألماني منذ 2006 في مركز الوسط المدافع . .

## روابط خارجية
- كريستوف دابروفسكي على موقع قاعدة بيانات كرة القدم.إي يو (الإنجليزية)
- كريستوف دابروفسكي على موقع بيانات كرة القدم. دي إي (الألمانية)
- كريستوف دابروفسكي على موقع عالم كرة القدم.نت (الإنجليزية)
- كريستوف دابروفسكي على موقع كووورة